# هنگ پیاده‌نظام گروس‌دویچلانت
هنگ پیاده‌نظام گروس‌دویچلانت (به آلمانی: Infanterie-Regiment Großdeutschlad - آلمان بزرگ) یگانی نخبه در نیروی زمینی آلمان در دوره رایش سوم بود که در طول جنگ جهانی دوم وظایف تشریفاتی و رزمی بر عهده داشت.
این یگان سال ۱۹۲۱ در ابتدا تحت عنوان واخ‌رگیمنت برلین تشکیل شد و سال ۱۹۳۹ به هنگ پیاده‌نظام گروس‌دویچلانت تغییر عنوان داد. این هنگ در جریان جنگ جهانی دوم در کشورهای سفلی و فرانسه خدمت کرد. این یگان مابقی عمر عملیاتی خود را در جبهه شرقی گذراند.